# Дом на 92-й улице
«Дом на 92-й улице» (англ. The House on 92nd Street) — шпионский фильм нуар режиссёра Генри Хэтэуэя, вышедший на экраны в 1945 году.
Фильм рассказывает о контрразведывательной деятельности Федерального бюро расследований (ФБР) против нацистских агентов в Нью-Йорке в 1939-41 годах. С помощью внедрённого в нацистскую группу американского выпускника университета немецкого происхождения (Уильям Эйт) и самых передовых технических средств сбора и анализа информации агентам ФБР под руководством Джорджа Бриггса (Ллойд Нолан) удаётся разоблачить важную операцию немецкой разведки, направленную на похищение американских ядерных секретов, а также раскрыть и арестовать большую группу нацистских шпионов.
Фильм частично основан на реальных событиях и сделан в тесном сотрудничестве с ФБР и его главой Дж. Эдгаром Гувером. В фильме использованы предоставленные ФБР реальные киноматериалы оперативного слежения за немецкими шпионами, демонстрируются самые передовые технические средства контрразведывательной работы, а в качестве статистов в картине заняты агенты ФБР. Натурные съёмки проводились именно в тех местах в Нью-Йорке и Вашингтоне, где проводились реальные оперативные действия ФБР.
Фильм положил начало субжанру «полудокументальный нуар», в котором элементы художественного фильма тесно переплетаются с хроникальными и документальными съёмками, а также с непостановочными съёмками на улицах города. К этому субжанру относятся также такие фильмы, как «Дом 13 по улице Мадлен» (1946), «Агенты казначейства» (1947), «Улица без названия» (1947), «Обнажённый город» (1948) и «Он бродил по ночам» (1948).
Фильм был высоко оценён критикой и имел большой зрительский успех. Сценарист фильма Чарльз Бут был удостоен премии «Оскар» за лучшую оригинальную историю.

## Сюжет
Фильм открывается следующим прологом: «История построена на основе реальных дел о шпионаже, которые вело Федеральное бюро расследований. Созданный в полном сотрудничестве с ФБР, фильм не мог стать достоянием общественности до тех пор, пока первая атомная бомба не была сброшена на Японию. Фильм снимался в тех самых местах, где изначально происходили описываемые события — в Нью-Йорке, Вашингтоне и их окрестностях. Всюду, где это возможно, съёмки проводились в том самом месте, где происходило то или иное событие. За исключением актёров с основных ролях, все показываемые в фильме сотрудники ФБР являются подлинными сотрудниками этой службы». Затем в коротком вступлении официальным голосом рассказывается о деятельности Федерального бюро расследований, названного самой тихой службой Америки, оберегающей покой американцев. Для ФБР война началась задолго до её официального объявления. В 1939 году Германия начала внедрять в США своих шпионов, в связи с чем ФБР значительно расширило сеть своих агентов и повысило уровень их профессиональной подготовки. Одним из самых центров подрывной работы против США стало Посольство Германии в Вашингтоне, за которым ФБР установило постоянное наблюдение. В частности, велась постоянная оперативная съёмка всех, кто входил и выходил из здания посольства, часть этих хроникальных материалов были включены в фильм. Велось персональное наблюдение за работающими под крышей посольства сотрудниками разведки, задачей которых было получение секретных сведений, становление подрывных пронацистских организаций и вербовка американцев для агентурной работы.
В частности, нацистские эмиссары выходят на Билла Дитриха (Уильям Эйт), талантливого американского студента немецкого происхождения, который заканчивает выпускной курс инженерного факультета Университета в Огайо, предлагая ему хорошую работу в Германии. У Билла такое предложение вызывает подозрение, и он сообщает о нём в ФБР инспектору бюро Джорджу Бриггсу (Ллойд Нолан). Когда Биллу объясняют суть предложения немцев, он предлагает свои услуги ФБР в качестве агента. На полученные от немцев деньги Дитрих едет в Гамбург, где проходит шестимесячную интенсивную подготовку в специализированной разведывательной школе.
Тем временем на одной из оживлённых улиц Нью-Йорка под машину попадает неизвестный. Перед тем, как сбитого забирает скорая помощь, некто подходит к нему и незаметно забирает выпавший из его рук портфель. По дороге в больницу неизвестный умирает, и полиция начинает расследование. Выясняется, что согласно паспорту, погибший является гражданином Испании, однако при нём врачи обнаруживают блокнот со странными записями военно-технического характера на немецком языке. Об этом докладывают в ФБР, которое приходит к заключению, что погибшим является немецкий шпион Франц фон Вирт. У него обнаруживают зашифрованное письмо, в котором читают написанный тайнописью текст «Мистер Кристофер сосредоточится на Процессе 97». Это сообщение вызывает тревогу у Бриггса, поскольку Процесс 97 является одним из самых тщательно охраняемых военных секретов США, проектом создания атомной бомбы. Бриггс получает задание полностью сконцентрироваться на деле Кристофера.
После завершения курса подготовки в Гамбурге, Билл Дитрих получает инструкции у руководства немецкой разведки и отправляется в Нью-Йорк. Во время промежуточной остановки в Лиссабоне он тайно встречается с представителем ФБР, который изучает данные Биллу полномочия и переправляет их в Вашингтон. В полномочиях Билла указано, что он имеет право контактировать с тремя нацистскими шпионами в Нью-Йорке — Гебхардт, Хаммерсоном и Кляйном. Однако в ФБР исправляют микрофильм с полномочиями Билла таким образом, что он имеет право вступать в непосредственный контакт со всеми членами шпионской группы. Кроме того, в полномочиях Билла указано, что он обязан следовать инструкциям, если они поступят от мистера Кристофера. В задачу Билла входит оплата услуг платных осведомителей, а также установка прямой радиосвязи со шпионским центром в Германии.
Прибыв в Нью-Йорк, Билл направляется в дом на 92-й улице, в котором располагается крупное ателье мод «Эльза», хозяйкой которого является Эльза Гебхардт (Сигне Хассо), светская дама арийской внешности 30 с небольшим лет. Удостоверившись в полномочиях Билла, Эльза проводит его в секретное помещение, где знакомит с другими членами шпионской организации — Максом Кобурой (Гарри Беллавер), Конрадом Арнулфом (Харро Меллер) и с агентом Гестапо Йоханной Шмидт (Лидия Сент Клер). Билл сообщает, что в его задачу входит установка коротковолновой радиостанции, с помощью которой он будет передавать развединформацию в Гамбург.
У Эльзы вызывают подозрения полномочия Билла, в частности, то обстоятельство, что она должна вывести его на контакт со всеми известными ей агентами. Она решает перепроверить эти полномочия в Гамбурге, однако ввиду отсутствия оперативных каналов секретной связи, ей придётся ожидать ответа из центра несколько недель. В результате она вынуждена постепенно вводить Билла в курс дела, в том числе, знакомить его с агентурой, однако при этом устанавливает за ним тайную слежку.
Билл встречается со вторым своим контактом, многоопытным полковником Хаммерсоном (Лео Г. Кэрролл), который за деньги продаёт нацистам секреты о новейших американских вооружениях. Попытки выяснить у него, кто такой мистер Кристофер, не приводят к успеху. Билл снимает офис, и устанавливает в нём радиооборудование, которое должно передавать секретные сообщения в Гамбург. На самом деле его радиостанция способна передавать сообщения только до станции ФБР, расположенной на расстоянии 25-30 километров, а уже оттуда после изучения и соответствующей переработки сообщение будет направляться в Германию.
Постепенно нацистские агенты начинают посещать офис Билла для получения оплаты, в результате чего ему удаётся создать базу данных на обширную шпионскую сеть из десятков агентов.
После нападения японцев на Пёрл-Харбор 7 декабря 1941 года США официально вступили во Вторую мировую войну. ФБР активизировала работу по выявлению и задержанию иностранных шпионов на своей территории, в результате чего были арестованы все агенты, которые выходили на контакт с Биллом. Вместе с тем, чтобы Билл мог продолжить выполнение здания по выявлению мистера Кристофера, на свободе было оставлено несколько его контактов — Эльза, Хаммерсон, Арнулф и Шмидт.
Хаммерсон организует встречу Билла с мистером Кляйном (Альфред Линдер) в одном из неприметных баров в портовой зоне Нью-Йорка. На встрече Клайн продаёт Биллу секретную информацию касательно графика передвижений военно-морского флота в гавани Нью-Йорка. Неожиданно к их столу подходит пьяный мужчина, утверждающий, что это он достаёт всю информацию для Клайна и хотел бы работать напрямую. Пьяный повышает голос и возникает угроза скандала, тогда по указанию присутствующей на встрече Йоханы Шмидт её люди выводят мужчину из бара и убивают его. Оставшись наедине, Билл с Клайном пытается выяснить у него личность мистера Кристофера, однако получает резкий отпор.
Вскоре Эльза вызывает Билла в свой офис и требует от него срочно переслать материалы, которые только что получила, говоря, что это приказ от мистера Кристофера. Билл замечает у неё в пепельнице недавно затушенный окурок со следами женской помады. Зная, что Эльза не курит, Билл предполагает, что окурок мог оставить тот, кто доставил конверт с материалами, и незаметно похищает окурок. По секретным каналам Билл немедленно передаёт материалы и окурок в ФБР. Бриггс выясняет, что полученные материалы относятся к сверхсекретному Процессу 97. Приглашённый для консультаций доктор Эпплтон, отвечающий за разработку Процесса 97, сообщает, что в папке содержатся результаты экспериментов, которые проводились два дня назад. С помощью Эпплтона ФБР искажает материалы таким образом, чтобы они выглядели достоверно, и отправляет их в Германию. Чтобы найти источник утечки информации, ФБР свою активизирует деятельность в институте Эпплтона.
Одновременно в лабораториях ФБР тщательному изучению подвергаются окурок и помада на нём. В итоге удаётся выявить салон красоты, в котором может работать женщина, использующая такую помаду. Её зовут Луиз Ваджа (Рене Карсон), и она давно была известна ФБР как глубоко внедрённый нацистами агент по передаче информации. При допросе Ваджи ФБР узнаёт, что она была поддерживала контакт с Чарльзом Огденом Роупером (Джин Локхарт), учёным, который работает над проектом атомной бомбы в лаборатории Эпплтона. Бриггсу удаётся выяснить, каким образом при сверхстрогом контроле в институте, когда оттуда в буквальном смысле невозможно вынести ни одной бумажки, шпиону удалось переправить такой большой объём информации. Внимательно изучив биографию Роупера, Бриггс понимает, что тот обладает выдающимися способностями по запоминанию, и в молодости даже пытался выступать в варьете с номером, демонстрирующим феноменальную память. При очередной встрече Бриггс сообщает Роуперу, что ФБР всё известно о том, как он похищал данные из института. Затем Бриггс показывает ему только что перехваченную секретную телеграмму из Германии, в которой даётся указание ликвидировать Роупера после того, как тот закончит поставлять информацию. В испуге Роупер сознаётся, что альтернативным каналом для передачи информации у него был книжный магазин Адольфа Лэнга. В частности, последнюю информацию о Процессе 97 он заложил в специально подготовленную книгу Герберта Спенсера «Основные начала», стоявшую на полке в магазине. Агенты ФБР заходят в магазин, и допрашивают Лэнга, однако тот говорит, что книгу уже забрали. ФБР просматривает записи всех выходивших из магазина, в итоге идентифицируя мужчину, который был замечен и входящим в дом Эльзы, однако своё лицо он тщательно скрывает под шляпой. После этого Бриггс отдаёт приказ задержать всех людей, которые бывают в доме Эльзы.
Тем временем Эльза посылает одного из своих агентов за Биллом. Придя в его лабораторию, этот человек замечает, что установленная Биллом аппаратура способна посылать сигналы не далее чем на 30 километров. Билл объясняет, что в другом месте у него установлена более мощная станция, пересылающая сообщения в Гамбург. Человек Эльзы решает лично в этом удостовериться, и сам направляет сообщение в нацистский разведцентр. Принимающие сигнал сотрудники ФБР, поняв по почерку, что его отправил не Билл, дают ответ, который убеждает отправителя, что он пришёл из Гамбурга.
В ожидании Билла Эльза получает письмо из Гамбурга, в котором под слоем краски почтовой марки содержится дубликат списка полномочий Билла. Поняв, что он подделал свои полномочия, Эльза делает Биллу укол скополамина, подавляющий волю, после чего его избивают и допрашивают подручные Эльзы.
Тем временем агенты ФБР во главе с Бриггсом незаметно окружают дом на 92-й улице. Связавшись со шпионами по телефону, Бриггс предлагает им сдаться, а после отказа даёт приказ выкурить их из помещения с помощью слезоточивого газа. Эльза даёт указание забаррикадироваться, сжечь документы и оказать вооруженное сопротивление, а сама уходит в соседнее помещение, снимает парик, стирает макияж, переодевается в мужской костюм и забирает последние документы по Процессу 97, полученные ей в магазине Лэнга. Эльза, которая, как становится ясно, и является мистером Кристофером, пытается сбежать по пожарной лестнице, но она также контролируется сотрудниками ФБР. Она вынуждена вернуться в комнату, где в дыму Арнулф принимает её за ворвавшегося агента ФБР, стреляет и убивает её. Не в состоянии выносить воздействие газа, шпионы вынуждены выйти на улицу и сдаться. Агенты ФБР входят в здание и спасают Билла.
В финале фильма на фоне кадров кинохроники официальным голосом сообщается: «Так закончилось дело Кристофера. Эльза Гебхардт, она же мистер Кристофер, добилась не большего, чем другие шпионы. Процесс 97, атомная бомба, американский главный военный секрет, остаётся секретом. После того, как США вступили в войну 7 декабря 1941 года, свыше 16 тысяч иностранных агентов, вредителей и опасных вражеских союзников были арестованы, шестеро были казнены, тысячи интернированы, другие помещены в тюрьмы на общий срок 1880 лет. Все тщательно разработанные врагом планы создания пятой колонны были разрушены ещё до того, как были приведены в действие. Ни одного организованного врагом акта саботажа не было осуществлено на территории США, не было похищено ни одного важного военного секрета. ФБР остаётся непримиримым врагом всех врагов США».

## В ролях
- Уильям Эйт — Билл Дитрих
- Ллойд Нолан — агент Джордж А. Бриггс
- Сигне Хассо — Эльза Гебхардт
- Джин Локхарт — Чарльз Огден Роупер
- Лео Г. Кэрролл — полковник Хаммерсон
- Лидия Сент Клер — Йоханна Шмидт
- Гарри Беллавер — Макс Кобура
- Бруно Вик — Адольф Лэнг
- Харро Меллер — Конрад Арнулф
- Чарльз Вагенхейм — Густав Хаусманн
- Альфред Линдер — Адольф Клайн
- Рене Карсон — Луиз Ваджа
- Рид Хэдли — рассказчик за кадром (в титрах не указан)
- Шейла Бромли — клиентка салона красоты (в титрах не указана)

## Создатели фильма
Как пишет историк кино Спенсер Селби, «„Дом на 92-й улице“ был первым фильмом нуар, спродюсированным Луисом Де Рошмоном, которого называют пионером полицейского триллера в полудокументальном стиле». Кинокритик Деннис Шварц указывает, что "«Де Рошмон более всего известен как продюсер кинохроники „Марш времени“ 1930-х и начала 1940-х годов, и потому несложно понять, почему хроникальный материал настолько успешно вписался в повествование». По информации Американского института кино, "фильм был одним из нескольких полудокументальных драматических фильмов, созданных признанным кинодокументалистом Луисом де Рошмоном… Другими картинами, поставленными под руководством Рошмона, которые содержали сходную смесь фактов, реальных людей, актёров и вымысла, были «Улица Мадлен, 13» (1947), в основу которого были положены материалы деятельности Управления стратегических служб США, а также «Бумеранг!» (1947), рассказывающий о реальном судебном процессе об убийстве священника.
Кинокритик Ричард Харланд Смит отмечает, что режиссёр Генри Хэтэуэй, "едва успев завершить костюмированный мюзикл «Ноб Хилл» (1941) с Джорджем Рафтом, захотел попробовать что-то новое. Хетэуэй услышал, что по рукам ходит сценарий о ФБР, который нужно снимать в Нью-Йорке. Он достал копию сценария, а затем договорился с главой студии Дэррилом Зануком о том, чтобы тот утвердил его в качестве режиссёра. Этот фильм был одним из восьми фильмов нуар, поставленных Хэтэуэем, наиболее успешные среди которых — «Тёмный угол» (1946), «Поцелуй смерти» (1947), «Звонить Нортсайд 777» (1948), «Четырнадцать часов» (1951) и «Ниагара» (1953).
Смит отмечает, что ранее "Хэтэуэй уже сотрудничал с автором истории Чарльзом Дж. Бутом при постаовке военной драмы «Закат» (1941), которая получила три номинации на Оскар. Другими памятными работами Бута в качестве сценариста были криминальный триллер «Генерал умер на рассвете» (1936), фильмы нуар «Джонни Эйнджел» (1945) и «За зелёными огнями» (1946).
На роли главных героев были взяты контрактные голливудские актёры Ллойд Нолан (который сыграл ставшего мучеником агента ФБР в «Джименах») и Уильям Эйт, замеченный на Бродвее и приглашённый для исполнения ролей в нуаровом вестерне «Случай в Окс-Боу» (1943), исторической религиозной драме «Песня Бернадетт» (1943) и военной драме «Канун Святого Марка» (1944). Ллойд Нолан сыграл заметные роли в фильмах нуар «Где-то в ночи» (1946), «Улица без названия» (1948) и «За семью волнами» (1957), а также в драме «Дерево растет в Бруклине» (1945). Сигне Хассо известна по военной драме «Седьмой крест» (1943), криминальной исторической мелодраме «Скандал в Париже» (1946), фильмам нуар «Двойная жизнь» (1947), «До края земли» (1948) и «За стеной» (1950).

## Отношение главы ФБР Эдгара Гувера к созданию фильма
Как отмечает Ричард Харланд Смит, «у Гувера с кино были отношения любви-ненависти, которые начались ещё с фильма „Джимены“ (1935) студии „Уорнер“, в котором в художественной форме рассказывалось о рождении ФБР, выросшего из Министерства юстиции США». Смит поясняет, что «первоначально Гувер одобрил создание „Джименов“ (дав Джеймсу Кэгни возможность плавно перейти от ролей гангстеров к ролям хороших парней, что порадовало как самого актёра, так и офис Хейса), но он отказался поддерживать фильм после его выхода на экраны».
Затем, пишет Смит, студия «Фокс» создала «основанный на фактическом материале фильм „Роджер Туи, гангстер“ (1944), который был поставлен Робертом Флори в документальном стиле и включал натурные съёмки в местах, где происходили события дела Туи». Фильм был задуман как престижная драма, предназначенная для выхода в 1943 году, однако сначала «из него было удалено 30 минут по цензурным соображениям», затем «от него отказалось ФБР» и в конце концов, когда фильм был выпущен на экраны год спустя, «похождения Туи стёрлись в общественной памяти».
Смит считает, что «ключевая причина нежелания Гувера поддержать фильмы „Джимены“ и „Роджер Туи, гангстер“ заключалась в том, что оба фильма не смогли показать бюро в положительном плане. Так, ключевая сцена первого фильма, облава во время гангстерской сходки, стала фиаско для ФБР. Во втором фильме ключевой свидетель, как позднее выяснилось, совершил лжесвидетельство, что привело к досрочному выходу Туи на свободу».
Однако, «несравненный успех дела Дюквесна дал Гуверу шанс похвалиться работой ФБР, и он дал полную поддержку „Дому на 92-й улице“ (1945)», а «в 1949 году фильм был выпущен на экраны повторно с архивными съёмками в начале и конце».

## Факты, положенные в основу фильма
Смит отмечает, что история фильма является «художественно переработанной версией реального дела о разгроме шпионской организации Дюквесна». По информации Американского института кино, «фильм в значительной степени поставлен по материалам ареста ФБР в 1941 году тридцати трёх немецких и немецко-американских шпионов. Эта шпионская сеть, которая базировалась в Нью-Йорке, занималась похищением для отправки в Германию информации о ценном американском военном секрете, прицеле для бомбометания „Норден“».
Далее сайт Института указывает, что «самым известным среди задержанных шпионов был Фриц Яуберт Дюквесн», который «согласно материалам студии, стал прототипом полковника Хаммерсона в фильме. Прототипом Билла Дитриха был Уильям Дж. Сиболд, рождённый в Германии гражданин США, который с помощью ФБР внедрился в шпионскую сеть и установил коротковолновую радиостанцию, как и герой фильма. Ещё одним разоблачённым шпионом по этому делу была модельерша и светская львица Лилли Штайн, которая стала прообразом Эльзы Гебхардт. Херманн Ланг, который держал в памяти детали проекта прицела для бомбометания „Норден“, стал прототипом Чарльза Огдена Роупера». Как отмечается на сайте, «все тридцать три шпиона были обвинены в шпионаже и отказе признать себя иностранными агентами. Дюквесн получил 18 лет, Штайн — 10 лет, а Ланг — 18 лет».
По информации журнала «Тайм», «2 января 1942 года 33 нацистских шпиона, включая их руководителя Фрица Яубета Дюквесна, были приговорены более чем к 300 годам тюремного заключения. Один немецкий разведчик позднее выразил мнение, что уничтожение этой сети нанесло „смертельный удар“ по шпионской работе нацистов в США. Дж. Эдгар Гувер назвал разгром сети Дюквесна крупнейшей шпионской облавой в истории США». С другой стороны, Ричард Смит отмечает, что "в финале фильма Рид Хэдли закадровым голосом информирует «о суровым наказании, которое обрушилось на признанных виновными шпионов, но на самом деле большинство из арестованных провели в тюрьме по нескольку месяцев, а не годы, и никто по делу Дюквесна не был казнён».
Смит указывает, что «атомная тема фильма — охота нацистской Германии за сверхсекретным Процессом 97 (полностью вымышленная) — была добавлена на стадии пост-продакшна, после того, как 6 августа 1945 года состоялась бомбардировка Хиросимы и Нагасаки, и за месяц до премьеры фильма, которая состоялась 10 сентября 1945 года». Американский институт кино додавляет, что «в рабочих материалах фильма содержится информация о том, что вплоть до 2 апреля 1945 года было запрещено само упоминание атомной бомбы, даже в студийной копии сценария… вплоть до получения соответствующего разрешения». По информации «Лос-Анджелес таймс» от 18 августа 1945 года, если бы атомная бомба не была использована Соединенными Штатами во время Второй мировой войны, «эта история о шпионах и работе ФБР получила бы другую мотивировку в вышедшем на экраны варианте картины».

## Подготовка и создание фильма
Смит пишет, что «руководитель студии „Двадцатый век Фокс“ Дэррил Ф. Занук поставил цель снять фильм в документальном стиле, используя неизвестных актёров, экономичный способ изложения истории и реальную натуру. Хотя первоначально Занук пообещал работу Роберту Д. Уэббу (режиссёру второго состава у Генри Кинга, который имел опыт создания документальных фильмов), но, в конце концов, отдал режиссёрское кресло Хэтэуэю и поднял бюджет проекта до 400 тысяч долларов… Чувствуя, что материал суховат, Хэтэуэй и сценарист Джон Монкс-мл. добавили в историю моменты, возбуждающие зрительский интерес, включая памятный и весьма маловероятный кульминационный поворот в финале».
На сайте Американского института кино отмечается, что «Дж. Эдгар Гувер дал согласие на создание фильма, а в статье в „Нью-Йорк таймс“ от 13 сентября 1945 года говорится, что „один из трёх ближайших помощников Гувера лично контролировал процесс создания картины с тем, чтобы обеспечить её аутентичность“. Гувер появляется в коротком эпизоде в начале картины, в котором фигурируют съёмки его офиса и штаб-квартиры ФБР». Кроме того, «согласно пресс-релизу студии, ФБР оказало содействие создателям фильма, предоставив творческой группе специальный транспорт для ведения наблюдения, из которого можно было снимать уличные сцены в Нью-Йорке, не привлекая внимания толпы… Видеоматериал, показывающий сотрудников, входящих и выходящих из Посольства Германии в Вашингтоне, также был взят из киноархивов бюро». А «до начала съёмок актёры Ллойд Нолан и Уильям Эйт провели неделю в Академии ФБР в Куантико, Виргиния, где они посещали занятия вместе с курсантами и прошли спецкурс физической подготовки».
Сайт Американского института кино пишет, что «согласно материалам студии, роль Эльзы Гебхардт/мистера Кристофера первоначально должен был играть мужчина, который будет изображать из себя женщину». В записях совещания от 9 января 1945 года с главой студии Дэррилом Ф. Зануком содержится информация, что Занук хотел, чтобы Кристофер был «тем, кого меньше всего будет подозревать зритель… Мы хотим взять на роль очень хорошего актёра, может быть, театрального, так, чтобы зрители думали, что это женщина». В конце концов, в картине, Эльза предстаёт женщиной, которая выдаёт себя за мужчину. Шварц дополняет, что «цензура того времени установила правило, что мужчина не может играть женщину, и потому в роли трансвестита — главаря шпионской сети создатели фильма использовали женщину».
Как указывает Американский институт кино, сам фильм «в значительной своей части был снят на натуре в Нью-Йорке, Лонг-Айленде и Вашингтоне… согласно материалам студии, съёмки велись также в сверхсекретной военной лаборатории на Лонг-Айленде, в Калифорнийском технологическом институте, а кадры Гамбурга были взяты из обзорного фильма „Город Гамбург“». Кроме того, картина «содержит значительный объём документального материала, специально снятого для этого фильма, в котором показывается работа федеральных агентов в штаб-квартире ФБР,… показан отдел отпечатков пальцев бюро, а также многие научные методы анализа улик».
Смит отмечает, что «собрав материалы реальной слежки ФБР, и используя штатных сотрудников бюро в эпизодических ролях, Хэтэуэй снимал партизанскими методами на улицах Манхэттана (хотя по закону должен был получать согласие у прохожих, которые попадали в кадр)… Фильм начинается в форме кинохроники с громогласным закадровым голосом Рида Хэдли, который известен тем, что читал тексты в документальной кинохронике „Марш времени“».

## Оценка фильма критикой

### Общая оценка фильма
Как отмечено на сайте Американского института кино, сразу после выхода на экраны «фильм получил отличные отзывы». В частности, журнал «Variety» написал, что студия «„Двадцатый век Фокс“, применив технические приёмы кинохроники „Марш времени“, успешно наполнили фильм оборудованием и материалами ФБР. Результатом стала глубоко погружённая в документальную основу захватывающая мелодрама. Фильм содержит снятый ФБР хроникальный материал довоенного и военного времени, связанный с раскрытием обширной нацистской шпионской системы в США. В эту фактическую основу… вплетены глубокая степень участия ФБР в создании фильма, а также драматизм голливудского кино в целом и студии „Двадцатый век Фокс“, в частности». Кинокритик Томас М. Прайор отметил в своей рецензии в «Нью-Йорк таймс», что «история представляет собой сложный отчёт о нацистском шпионаже, основанный на официальных документах, который изложен в простой, немногословной манере, что делает его правдоподобным и тем самым весьма драматичным… Почти что единственной уступкой, которые продюсеры сделали театральности в этом великолепном фильме — это сцена с окружением нацистов в их логове на 92-й улице. Это окончание рассчитано на чисто зрительский эффект, но фильм настолько замечателен в других своих аспектах, что этот недостаток ему легко можно простить».
Высоко оцененный критикой и великолепно принятый публикой в 1945 году, в наши дни фильм стал получать смешанные отклики. Так, Ричард Харланд Смит отметил, что "для своего времени фильм носил революционный характер и установил новый тренд в кинематографе, но «60 лет спустя он смотрится немного по-иному. Несмотря на приёмы журналистского расследования, фильм сразу выдаёт себя как фэбээровская пропаганда, которая вольно обращается с фактами и сводит несколько реальных преступлений в одно вымышленное „дело мистера Кристофера“». Сходного мнения придерживается и журнал «TimeOut», написавший, что фильм был «сильно расхвален в своё время как первый из документальных триллеров Де Рошмона, сделанный в полном сотрудничестве с ФБР». Далее журнал указывает, что картина «по-прежнему смотрится неплохо, даже несмотря на то, что захватывающая дух демонстрация контрразведывательного оборудования (скрытые камеры, зеркала Гезелла, микроплёнки и т. п.) немного устарела».
По словам критика Кристофера Налла, «сегодня фильм предстаёт немного убаюкивающим, угождающим ФБР, доктринёрским и совсем не нуаровым».
Кинокритик Деннис Шварц следующим образом оценил картину: «Этот военный шпионский фильм Хэтэуэя снят в полудокументальном стиле, в котором вымышленная история смешана с документальной. Он использует реализм натурных съёмок, который оказал влияние на такие фильмы, как „Обнажённый город“ и „Агенты казначейства“. Несмотря на свою невыразительную тональность, и по большей части невпечатляющую актёрскую игру, стереотипных угрожающих нацистских злодеев, главным образом, пропагандистские мотивы, и когда-то самую передовую технологию, которая сегодня устарела, фильм достаточно увлекателен и даёт исторически точную картину своего времени». Лючиа Боззола написала: «Сделанный с благословения ФБР и произведённый создателем „Марша времени“ Луисом де Рошмоном, фильм стал первым крупным полудокументальным криминальным триллером. Хотя фильм имеет ясный документальный акцент, тем не менее плотный и быстрый ход, эксцентричные шпионы и чёткая нуаровая, чёрно-белая съёмка превращают факты в увлекательно сдержанный и стильный саспенс».

### Характеристика фильма
Характеризуя фильм Прайор написал, что «продюсер Де Рошмон и его режиссёр Хэтэуэй достигли самого успешного сочетания документальных и традиционных кинематографических приёмов, тем самым доказав, что и реализм может быть увлекательным. Большая часть истории была воссоздана в окрестностях тех самых мест в Нью-Йорке и на Лонг-Айленде, где действовали нацистские агенты». Далее он отмечает, что «иллюзию реальности ещё более усиливает тот факт, что актёры в основном незнакомые, взятые — за исключением Уильяма Эйта, Ллойда Нолана, Сигне Хассо и Джина Локхарта — из театра. Агенты ФБР — настоящие, за исключением Нолана, игра которого настолько сдержанна и не впечатляет в театральном смысле, что зритель принимает его за настоящего инспектора Бриггса. Это тот случай, когда актёры были подобраны для того, чтобы соответствовать сценарию, а не наоборот, как это часто бывает», — заключает Прайор.
Лючиа Боззола отмечает, что «работая над делом о внутреннем шпионаже во время Второй мировой войны, связанным с атомной бомбой, режиссёр Генри Хэтэуэй сочетал кадры кинохроники, показывающие подозреваемых в шпионаже в пользу Германии, со сценами, снятыми на натуре в Нью-Йорке и Вашингтоне, чтобы показать внедрение ФБР в нацистскую преступную сеть, которая размещается в нью-йоркском доме, давшем название фильму». По её мнению, «Хэтэуэй усилил документальность атмосферы картины с помощью актёрского состава, собранного главным образом из характерных и театральных актёров, а не шикарных кинозвёзд, беспристрастного закадрового рассказа и титров, которые объясняют фактическую основу истории».
Шварц обращает внимание на то, что показанное в фильме «шпионское оборудование ФБР было новшеством в то время. Это, в частности, скрытые камеры, зеркала Гезелла, поражающая воображение база данных отпечатков пальцев и передовое лабораторное оборудование, способное проследить путь от пятна губной помады на сигарете до салона красоты. Эти научные операции слежения, ныне совершенно обычные, не произведут впечатления на современную публику в той же степени, в какой они производили на публику, смотревшую на всё это широко открытыми глазами во время премьеры фильма».
Кинокритик Пол Корупе также отметил, что «снятый „там, где это происходило“ — на улицах Манхэттана и в офисах ФБР — часто с обеспечивающими массовку реальными агентами ФБР — фильм, безусловно, поражал зрителей 1940-х годов своей ощутимой аутентичностью. Не удивительно, ведь продюсер фильма Луис Де Рошмон был блестящим создателем популярной многолетней серии кинохроники „Марш времени“, и его чувство документального реализма полностью наполняет этот фильм. Строгие, сделанные в стиле „синема верите“ сцены связаны между собой закадровым повествованием глубоким баритоном и смонтированы с фрагментами, в которых американские агенты с помощью науки и технологий срывают планы своих врагов. Создаётся интересная смесь факта и вымысла, которая была крайне влиятельна в то время. Вскоре элементы документальной драмы начали просачиваться во многие сходные фильмы 1940-50-х годов, не говоря о более поздних детективных телесериалах, таких как „Драгнет“». Вместе с тем Корупе отметил, что «хотя нет никаких сомнений в том, что фильм открыл новые горизонты, у него есть свои проблемы. Помимо нескольких реальных звёзд фильма, сравнительно неопытный состав едва справляется, где стереотипно опрятные агенты бюро и выгибающие брови немцы с тяжёлым акцентом подрывают претензии фильма на реализм… Мало сомнения в том, что ФБР добьётся успеха в очищении внутреннего фронта от нацистов, и фильму не удаётся зацепить зрителей каким-либо ощущением неизвестности или неопределённости, проводя большую часть рассказа в демонстрации разоблачающих шпионов революционных научных разработок, таких как тайные послания, спрятанные в почтовых марках и машины спектрального анализа — которые сами по себе являются крутыми шпионскими инструментами, но этого не достаточно для 90-минутного фильма». Свою оценку Корупе заканчивает словами: «К сожалению, в сегодняшнем насыщенным „реалити“ экранным развлечением не так легко оценить прецедент аутентичности, который по правде говоря является единственным аспектом, который отличает его от другой, более заурядной продукции нуарового жанра. Сегодня в историческом плане фильм остаётся интересным, но наше хорошее знание ныне обычного стиля документальной драмы вынуждает современных зрителей обратить внимание на болезненно посредственный актёрский состав и сценарий».

### Оценка актёрской игры
«TimeOut» пишет, что «сдержанная игра актёров вносит свой сильный вклад в создание атмосферы достоверности, несмотря на неуклюжие ошибки, такие как не слишком убедительная маскировка таинственного лидера шпионской группы в исполнении Сигне Хассо в трансвестита». По мнению Прайора, «Уильям Эйт легко вписался в личность Уильяма Дитриха,… взаимодействие которого с безжалостными нацистскими агентами в Нью-Йорке наполнено напряжённостью». По словам Смита, «британский актёр Лео Дж. Кэрролл и шведка Сигне Хассо принесли ледяную сдержанность в свои роли щеголеватого шпиона и элегантной нацистской разведчицы, прикрытием для которой является высококлассный салон одежды». Прайор отмечает, что «если как главарь шпионской сети, мисс Хассо порой чересчур доминирует, то другие вражеские агенты разной степени коварства прекрасно прописаны Лео Дж. Кэрроллом, Лидией Сент Клер, Гарри Беллавером, Конрадом Арбулфом и Альфредом Линдером».

## Коммерческий успех и признание фильма
Фильм имел большой коммерческий успех. Как пишет Смит, «во времена, когда общий сбор в первый уик-энд в 80 тысяч долларов был более чем достойным, „Дом на 92-й улице“ собрал 125 тысяч долларов и окупился в течение трёх недель».
Чарльз Бут был удостоен премии Оскар за лучшую оригинальную историю, а Джон Монкс вынужден был утешиться Премией Эдгара По за свой вклад в качестве сценариста (разделив её с Бутом и Барре Линдоном).

## Влияние фильма
Лючиа Боззола пишет, что "став критическим и коммерческим хитом, фильм вдохновил серию полудокументальных криминальных фильмов 1940-х годов, включая «Улица Мадлен, 13» (1946), «Поцелуй смерти» (1947) и «Бумеранг!» (1947). Ричард Харланд Смит также считает, что «„Дом на 92-й улице“ оказал влияние на многие полудокументальные драмы, включая „Агенты казначейства“ (1947) Энтони Манна, „Обнажённый город“ (1948) Жюля Дассена и „Он бродил по ночам“ (1948), поставленный совместно Веркером и Манном,… а в центре запоздавшего фильма „Идите в восточном направлении на маяк!“ (1952) Альфреда Л. Веркера, также спродюсированного Луисом де Рошмоном, были уже коммунистические шпионы в США».
В картине «Улица без названия» (1947) студии «Фокс» Ллойд Нолан повторил роль непреклонного правительственного агента Джорджа Бриггса. Фильм был поставлен Уильямом Кили как традиционная криминальная драма с Ричардом Уидмарком в роли социопата, взятого из его кинодебюта «Поцелуй смерти» (1947), который поставил Хэтэуэй. Пол Корупе, назвав фильм «Улица без названия» квази-продолжением фильма «Дом на 92-й улице», написал, что он «не только подхватил догматичный по форме повествовательный стиль, но также и персонажа Ллойда Нолана в качестве босса из ФБР Джорджа Бриггса, который появляется, чтобы продемонстрировать последние технологические достижения бюро».